# تحليل شبكات (دوائر كهربية)

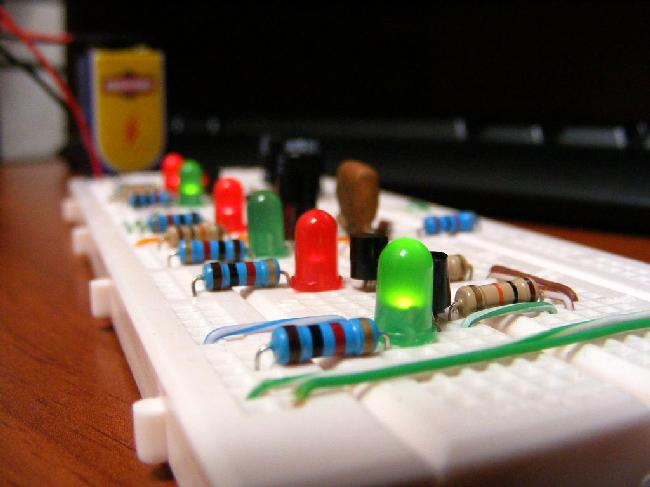

تُعرف الشبكة في سياق الهندسة الكهربية والإلكترونيات بأنها مجموعة من العناصر الكهربية المتشابكة. وينطوي تحليل الشبكات على إيجاد فروق الجهد الكهربية بين طرفي كل عنصر وشدة التيار الذي يسري بداخله. تفترض معظم أساليب تحليل الشبكات أن جميع مكونات الدائرة الكهربية مكونات خطية. تسري جميع الطرق المُبينة في هذه المقالة على المكونات الخطية فقط إلا إذا ذُكر خلاف ذلك.

## مصطلحات
- مكون: جهاز كهربي ذو طرفين أو أكثر، يسري منه التيار الكهربي أو إليه.
- عقدة: أي نقطة أو منطقة تربط بين مكونين. تُعد الموصلات ذات المقاومة الضئيلة عقدة من باب التبسيط. جميع النقط المتصلة بنفس العقدة متساوية في الجهود.
- فرع: أي مكون كهربي يربط بين عقدتين.
- حلقة: مجموعة من الفروع كل منها متصل بذيل آخر لتشكيل دائرة مغلقة دون أن يكون بداخلها دائرة أخرى.
- منفذ: طرفان يتساوى التيار الداخل إلى أحدهما مع التيار الخارج من الآخر.
- دائرة: الدائرة الكهربية إما أن تكون شبكة ذات منفذ واحد، وفي تلك الحالة يسري التيار الكهربي من أحد المولدات الكهربية إلى أحد أطراف الشبكة مرورًا بأحمالها ويخرج من الطرف الآخر، وبذلك تصبح عملية التحليل يسيرة للغاية. وقد تكون الدائرة شبكة متصلة بشبكة أخرى، وفي تلك الحالة لا بد من أن يكون لتلك الدائرة منفذين على الأقل. وكثيرًا ما يُستخدم مصطلحا «شبكة» و«دائرة» للدلالة على نفس المعنى، ولكن محللي الدوائر يفضلون استخدام مصطلح «شبكة» للدلالة على نموذج مثالي يتألف من مكونات ذات سلوك مثالي.[1]
- دالة تحويل: العلاقة التي تربط بين الجهود الكهربية والتيارات الكهربية الخاصة بمنفذين. وفي أكثر الحالات، ترتبط دالة التحويل بمنفذ دخل ومنفذ خرج، وفي تلك الحالة تُدعى دالة التحويل دالة التضخيم أو التوهين.
- دالة تحويل المكون: هي دالة مشابهة للدالة السابقة، ولكنها تتعامل مع كل مكون بشكل منفرد، وفي تلك الحالة يُعد التيار أو فرق الجهد أحد المدخلات أو المخرجات، وبذلك تصبح وحدة الدالة مكافئة للممانعة الكهربية أو القبولية (يعتمد اختيار المدخل والمخرج على الطريقة التي تجعل تحليل الشبكة أبسط ما يمكن). تتميز المكونات ذات الثلاثة أطراف أو أكثر بأن لديها أكثر من منفذ واحد، وبالتالي لا يمكن تمثيلها بممانعة واحدة فقط، والطريقة الصحيحة للتعامل مع مثل هذه المكونات هي التعبير عن دالة التحويل بمصفوفة من البارامترات المتعددة. قد تمثل تلك البارامترات عدة ممانعات مرتبطة بخصائص المكون الكهربي، ولكن ثمة عدة طرق أخرى لتمثيل تلك الدالة.

## الدوائر المتكافئة
من أهم الأساليب المتبعة في تحليل الدوائر الكهربية هو تبسيط الشبكة الكهربية عن طريق اختزال مكونات الدائرة إلى مكونات أبسط منها. يتحقق ذلك من خلال استبدال المكونات الحقيقية بمكونات أخرى لها نفس التأثير. تؤدي بعض الطرق إلى تقليص عدد المكونات، مثل دمج عدة ممانعات مُوصلة على التوالي أو على التوازي وتحويلها إلى ممانعة واحدة مكافئة. وقد تؤدي بعض الطرق الأخرى إلى تحويل شكل المكونات إلى شكل آخر لتبسيط عملية التحليل، مثل تحويل مصدر الجهد الكهربي إلى مصدر تيار كهربي باستخدام مبرهنة نورتون حتى نتمكن من دمج مقاومة مصدر التيار الداخلية مع مقاومة الحمل الموصلة على التوالي.
دوائر المقاومة هي دوائر تحتوي على مقاومات فقط، ومصادر جهد مثالية، ومصادر تيار مثالية. إذا كانت جميع المصادر ثابتة (تيار مستمر) تصبح الدائرة دائرة تيار مستمر. وفي تلك الحالة ينطوي تحليل الدائرة على إيجاد فروق الجهد بين أطراف المقاومات. وتنطبق مبادئ الحل المُبينة هنا كذلك على تحليل دوائر التيار المتردد باستخدام المطوارات التي تُمثل بالأعداد المركبة عوضًا عن الأعداد الحقيقية.
تصبح الدائرتان متكافئتين بالنسبة لزوج معين من الأطراف إذا كانت العلاقة بين فرق الجهد بين الطرفين والتيار الذي يسري منهما في إحدى الدائرتين مكافئة للأخرى.
إذا كانت العلاقة: V1=V2 تفضي للعلاقة I1=I2 بالنسبة لجميع قيم V1 الحقيقية، فالدائرتان 1 و2 متكافئتان بالنسبة للطرفين ab وxy كما هو موضح في الشكل المقابل.
يُعد المثال السابق مثالًا على الشبكات ذات المنفذ الواحد. إذا كانت الشبكة تحتوي على أكثر من منفذ، فلا بد من أن تكون العلاقة بين جهود وتيارات كل زوج من المنافذ المناظرة علاقة متكافئة. فمثلًا، تُعد شبكة دلتا وشبكة واي شبكات ذات ثلاثة منافذ، ولذا يتطلب تحقيق شروط التكافئ بينهما ثلاث معادلات آنية.

### الممانعات الموصلة على التوازي أو التوالي
يمكن اختزال أي شبكة ذات طرفين مكونة من مجموعة من الممانعات إلى ممانعة وحيدة عن طريق اختزال الممانعات الموصلة على التوالي أو التوازي تباعًا حتى نحصل على ممانعة واحدة.
تُختزل الممانعات الموصلة على التوالي كالآتي: {\displaystyle Z_{\mathrm {eq} }=Z_{1}+Z_{2}+\,\cdots \,+Z_{n}.}
وتُختزل الممانعات الموصلة على التوازي كالآتي: {\displaystyle {\frac {1}{Z_{\mathrm {eq} }}}={\frac {1}{Z_{1}}}+{\frac {1}{Z_{2}}}+\,\cdots \,+{\frac {1}{Z_{n}}}.}
يمكن تبسيط العلاقة السابقة في حالة اختزال ممانعتين فقط إلى العلاقة التالية: {\displaystyle Z_{\mathrm {eq} }={\frac {Z_{1}Z_{2}}{Z_{1}+Z_{2}}}.}

### تحويلة دلتا واي (أو تحويلة Y-Δ)
لا يمكن اختزال شبكة لها أكثر من طرفين إلى شبكة مكافئة ذات ممانعة واحدة. ففي أحسن الأحول، يمكن اختزال شبكة ذات عدد n من الأطراف إلى عدد n من الممانعات (وفي أسوء الأحوال لا يمكن اختزالها لعدد أقل من nC2). وفي حالة دائرة ذات ثلاثة أطراف، يمكن اختزال الدائرة إلى دائرة ذات ثلاثة ممانعات وثلاثة عقد (شبكة Δ) أو ثلاثة ممانعات وأربعة عقد (شبكة Y). تُعد هاتان الدائرتان متكافئتين، ويمكن تحويل إحداهما إلى الأخرى باستخدام التحويلات المُبينة بالأسفل. لا يمكن اختزال دائرة ذات عدد عشوائي من الأطراف إلى دائرة ذات أقل عدد ممكن من الممانعات باختزال الممانعات الموصلة على التوازي أو التوالي فقط، ولذا يجب استخدام تحويلة Y-Δ أو Δ-Y بصفة عامة.
حتى تكون الدائرتان متكافئتين، يجب أن تكون الممانعة بين أي زوج من الأطراف مساوية لممانعة الزوج المناظر، ما يسمح لنا باشتقاق ثلاث معادلات آنية لكل تحويلة. تعبر الرموز في المعادلات المُبينة بالأسفل عن مقاومات فقط، ولكنها تنطبق كذلك على الممانعات.

#### معادلات تحويل دلتا إلى واي
{\displaystyle R_{a}={\frac {R_{\mathrm {ac} }R_{\mathrm {ab} }}{R_{\mathrm {ac} }+R_{\mathrm {ab} }+R_{\mathrm {bc} }}}}
{\displaystyle R_{b}={\frac {R_{\mathrm {ab} }R_{\mathrm {bc} }}{R_{\mathrm {ac} }+R_{\mathrm {ab} }+R_{\mathrm {bc} }}}}
{\displaystyle R_{c}={\frac {R_{\mathrm {bc} }R_{\mathrm {ac} }}{R_{\mathrm {ac} }+R_{\mathrm {ab} }+R_{\mathrm {bc} }}}}

#### معادلات تحويل واي إلى دلتا
{\displaystyle R_{\mathrm {ac} }={\frac {R_{a}R_{b}+R_{b}R_{c}+R_{c}R_{a}}{R_{b}}}}
{\displaystyle R_{\mathrm {ab} }={\frac {R_{a}R_{b}+R_{b}R_{c}+R_{c}R_{a}}{R_{c}}}}
{\displaystyle R_{\mathrm {bc} }={\frac {R_{a}R_{b}+R_{b}R_{c}+R_{c}R_{a}}{R_{a}}}}

### الصيغة العامة لإزالة العقد الزائدة
تحويلة دلتا واي هي حالة خاصة من الخوارزمية العامة لإزالة عقد الشبكات الكهربية. يمكن استبدال أي عقدة متصلة بعدد N من المقاومات (R1, R2….Rn) بعدد nC2 من المقاومات التي تربط بين العقد الباقية وبعضها.
يمكن حساب المقاومة بين أي زوج من الأطراف xy بالصيغة الآتية:
{\displaystyle R_{\mathrm {xy} }=R_{x}R_{y}\sum _{i=1}^{N}{\frac {1}{R_{i}}}}
وفي حالة تحويل واي إلى دلتا (أي N = 3) تُختزل الصيغة السابقة إلى:
{\displaystyle R_{\mathrm {ab} }=R_{a}R_{b}({\frac {1}{R}}_{a}+{\frac {1}{R}}_{b}+{\frac {1}{R}}_{c})={\frac {R_{a}R_{b}(R_{a}R_{b}+R_{a}R_{c}+R_{b}R_{c})}{R_{a}R_{b}R_{c}}}={\frac {R_{a}R_{b}+R_{b}R_{c}+R_{c}R_{a}}{R_{c}}}}
وفي حالة التوصيل على التوالي (أي N = 2) تُختزل الصيغة العامة إلى:
{\displaystyle R_{\mathrm {ab} }=R_{a}R_{b}({\frac {1}{R}}_{a}+{\frac {1}{R}}_{b})={\frac {R_{a}R_{b}(R_{a}+R_{b})}{R_{a}R_{b}}}=R_{a}+R_{b}}
تُزال المقاومات المتدلية (أي N = 1) تمامًا وفقًا للصيغة السابقة نظرًا إلى أن 1C2 = 0

### تحويل المصادر
يمكن تحويل أي مصدر طاقة كهربية ذي ممانعة داخلية (مصدر غير مثالي) إلى مصدر جهد مثالي متصل بممانعة غير صفرية على التوالي أو مصدر تيار مثالي متصل بممانعة محدودة على التوازي كما هو موضح في الشكل المقابل. إذا كانت الشبكتان متكافئتين بالنسبة للطرفين ab، فلا بد من أن يكون الجهد والتيار الخارج من إحدى الدائرتين متطابقين مع الجهد والتيار الخارج من الدائرة الأخرى. أي أن:{\displaystyle V_{\mathrm {s} }=RI_{\mathrm {s} }\,\!} أو {\displaystyle I_{\mathrm {s} }={\frac {V_{\mathrm {s} }}{R}}}